# 市河助保
市河 助保（いちかわ すけやす）は、南北朝時代の武将。

## 経歴・人物
建武2年（1335年）青沼合戦にて信濃守護小笠原貞宗の命で伯父の助房の陣代として埴科郡船山郷の守護所に出陣し、北条氏残党に与した常岩弥六が水内郡常岩北条にて蜂起すると同族の助房・倫房・経助と共にこれを攻め破る。同年7月、父倫房と共に守護方へ出陣し、望月城を攻め落城させる。9月には東筑摩郡や諏訪方面にて戦った。国司堀河光継が浅間宿に下向すると、横河城での戦功を賞され、守護代吉良時衡の承了による軍忠状を得た。